# Turós László
Turós László (Szászfenes, 1934. október 31. – Kolozsvár, 1987. július 28.) erdélyi magyar grafikus és festő.

## Életútja
A marosvásárhelyi Képzőművészeti Középiskolában érettségizett, majd a kolozsvári Ion Andreescu Képzőművészeti Főiskola grafikai szakán szerzett diplomát (1958). Rövid ideig a kolozsvári Népi Művészeti Iskolában tanított, majd 1962-től a Kolozsváron megjelenő Igazság című napilap grafikai szerkesztője lett.

## Munkássága
Már főiskolás korától rendszeresen illusztrált; szövegképei erdélyi magyar és román folyóiratokban, ill. napilapokban jelentek meg. A naponta igényelt illusztrációk munkaerejét és invencióit fölemésztették. Festményein tájakat, ipari és kompozíciós témákat jelenített meg. Egy grafikai sorozatán (1966) népballadákat dolgozott föl.